# Имени Карла Маркса (Калужская область)
И́мени Ка́рла Ма́ркса — село в Износковском районе Калужской области России. Входит в состав сельского поселения «Село Льнозавод».

## География
Село находится около реки Изверь, на расстоянии 12 км к юго-востоку от села Износки, административного центра района.

### Часовой пояс
Село Имени Карла Маркса, как и вся Калужская область, находится в часовой зоне МСК (московское время). Смещение применяемого времени относительно UTC составляет +3:00.

## Население
| 2002 | 2010 |
| ---- | ---- |
| 0    | →0   |